# Trans' 〜僕とあたしの境界線〜
Trans' 〜僕とあたしの境界線〜は2002年にCatearより発売された女装シミュレーションゲーム。

## ストーリー
クリスマスイブに突然、それまで交際していた彼女から別れを告げられた主人公。そして部屋に残された彼女の服。その時、彼の心にこれを着てみたいという衝動がわき上がった。そして更にエスカレートしていく女装願望に突き動かされていく。彼はどんな道を歩んでいくのだろうか。

## システム
基本的には選択型のアドベンチャーゲームだが、本作独自のシステムもあるので、その部分を本項で説明する。

### 女装
主題でもある女装は、化粧品や服装などかなり広い範囲をカバーしている。プレイヤーは主人公がバイトなどをして貯めたお金で、化粧品や女性服を買い与えることができる。内容はアバターの着せ替えと言ってもいい。よりランクアップした女装をすることで主人公の生活環境や心理状況を変えていくことがこのゲームの醍醐味となっている。
実際の服装と同じように、トップスやボトムスなどには相性があるので工夫して着こなしていく。服の組み合わせが良いと主人公の台詞が変ることがヒントになる。なお、特定の服装を着用しなければ発生しないイベントもある。
化粧品の種類
- 化粧水
- 乳液
- ファンデーション
- アイブロー
- アイシャドウ
- アイライナー
- マスカラ
- チーク
- マニキュア
- 口紅

女装服の種類
- 女装グッズ
- ブラジャー
- ショーツ
- 上着
- スカート
- ワンピース
- 靴下・ストッキング
- 靴
- ウィッグ
- ネックレス
- ピアス

### 心拍数
化粧をしたり、ウィッグをつけたりして女装が本格的になると主人公が女性として高揚し、心拍数が徐々に上昇を続ける。心拍数が極限まであがると、周囲の視線を過剰に察知するようになり、外出して間もなく帰路に着いてしまうペナルティが与えられる。これは、化粧や女装を手早く行うことで回避できるようになるので、女装の正しい手順を頭に入れておくとよい。
また、女装中の外出先で起こる予想できない出来事、例えば、男性時の友人や家族に会ったりしても主人公の心拍数が上昇する。こういったイベント時の興奮は、プレイヤーの努力では避けようがない。

## 登場人物
ユウ太
主人公。失恋を機に女装に目覚めていく大学生。幼い頃から中性的な外見をしている。マニュアルや公式ページではこの名だが、プレイヤーが好きな名前を付けることができる。また、女装した後の「女名前」も、ゲームの途中でプレイヤーが付けることになる。
佐伯絵里
ユウ太の元彼女。「男として何もかもが小さい」とユウ太を振った。
小島由紀
痴漢に遭っていた所をユウ太に救われ、知り合いとなる。ユウ太より2つ年上で、明るく朗らかな女性。
リカ
ギャル系の女装を嗜む男性。普段はデザイン会社に勤めており、芸能関係の仕事にも携わっている。
アサミ
体躯のシッカリした男性だが、それを感じさせない見事な女装を施している。普段はごく普通のサラリーマン。
恵
喫茶店で働く女性。
種田淳平
ユウ太の友達、同じ大学に通っている。ナンパが好きだが、女の子には軽薄に見られがちで成果は今一つ。
原田健太
写真家。モデルや被写体を求めて各地を転々としている。
斉藤
国内有数の財閥の御曹司。性格、ルックスとも申し分ない。
真田
キャバクラを運営している店長。

## スタッフ
- キャラクターデザイン:橋本正枝
- シナリオ:前橋梨乃
- 音楽:羽野誠司

## その他
- 発売日は4月4日だったが、この日は3月3日と5月5日の間のため、オカマの日と呼ばれている。わざわざ狙ってこの日に発売したのか、それとも偶然この日になったのかは定かではない。
- 公式サイトでは、シナリオ担当に縁がある実際の女装者からのエッセイが綴られており女装についてよりディープな話が堪能できる。
- コンピュータソフトウェア倫理機構の査定を受けていなかったため、販売してから暫くして公式サイトでの通信販売が中止する結果となった。ただし直営店からの販売が禁止されただけで、一般店舗では引き続き購入できる。